# Louveciennes
Louveciennes là một xã trong vùng hành chính Île-de-France, thuộc tỉnh Yvelines, quận Saint-Germain-en-Laye, tổng Marly-le-Roi. Tọa độ địa lý của xã là 48° 51' vĩ độ bắc, 02° 06' kinh độ đông. Louveciennes nằm trên độ cao trung bình là 140 mét trên mực nước biển. Xã có diện tích 5,37 km², dân số vào thời điểm 1999 là 7217 người; mật độ dân số là 1344 người/km².

## Các thành phố kết nghĩa
- Meersburg, Đức, 1991
- Radlett, Anh, 1983
- Vama, România, 2000

## Nhân vật nổi tiếng
- Élisabeth Vigée-Lebrun (1755-1842), mất tại Louveciennes.
- Camille Pissarro (1830-1903), họa sĩ.
- Louis-Victor de Broglie (1892-1987), nhận Giải Nobel về Vật lý năm 1929, đã qua đời tại Louveciennes.
- Alfred Sisley (1839-1899), họa sĩ.
- Kurt Weill (1900-1950), nhà soạn nhạc đã sống trong làng Voisins 1933-1935.
- Charles-Camille Saint-Saens (1835-1921), nghệ sĩ đàn ống và nhà soạn nhạc, đã sống trong làng Voisins 1865-1870.
- Auguste Renoir (1841-1919), họa sĩ, đã sống trong làng Voisins 1869-1870.
- Madame du Barry (1743-1793), người tình của vua Louis XV của Pháp, đã sống trong Pavillon des Eaux và mở rộng nó thành một lâu đài

## Địa điểm tham quan
Có nhiều lâu đài từ thế kỉ thứ 17 và thế kỉ thứ 18: Chateau des Voisins, Chateau de Madame du Barry, Chateau du Pont, Chateau du Parc, Chateau des Sources.